# Zagórki (województwo łódzkie)
Zagórki – wieś w Polsce położona w województwie łódzkim, w powiecie poddębickim, w gminie Pęczniew nad zbiornikiem Jeziorsko. 
W latach 1975–1998 miejscowość należała administracyjnie do województwa sieradzkiego.

## Zabytki
Według rejestru zabytków Narodowego Instytutu Dziedzictwa na listę zabytków wpisany jest obiekt:
- wiatrak, koniec XIX w., nr rej.: 348 z 6.10.1986